# برایان کرانستون
برایان لی کرانستون (انگلیسی: Bryan Lee Cranston؛ زاده ۷ مارس ۱۹۵۶) بازیگر آمریکایی است. او بیشتر برای نقش هال در سیت‌کام دنیای مالکوم (۲۰۰۰–۲۰۰۶) و نقش والتر وایت در سریال درام جنایی بریکینگ بد (۲۰۰۸–۲۰۱۳) شناخته می‌شود. او شش جایزه امی ساعات پربیننده، دو جایزه تونی و دو جایزه گلدن گلوب برنده شده است.
کرانستون برای بازی در نقش دالتون ترامبو در فیلم ترامبو (۲۰۱۵) نامزد دریافت جایزه اسکار بهترین بازیگر مرد شد. دیگر فیلم‌های برجستهٔ او شامل نجات سرباز رایان (۱۹۹۸)، میس سان‌شاین کوچولو (۲۰۰۶)، رانندگی (۲۰۱۱)، شیوع (۲۰۱۱)، آرگو (۲۰۱۲)، گودزیلا (۲۰۱۴)، نفوذی (۲۰۱۶)، قسمت بالایی (۲۰۱۷)، و استروید سیتی (۲۰۲۳) می‌شوند.
وی همچنین علاوه بر نقش‌آفرینی، کارگردانی، نویسندگی و تهیه‌کنندگی فیلم خود با نام آخرین شانس که محصول سال ۱۹۹۹ است را بر عهده داشته و از آن به بعد کارگردانی قسمت‌های مختلف چند سریال را نیز انجام داده که از آن جمله می‌توان به کارگردانی هفت قسمت از سریال دنیای مالکوم و سه قسمت بریکینگ بد اشاره کرد.

## کودکی
برایان کرانستون در ۷ مارس ۱۹۵۶ در کانوگا پارک (قسمتی از شهر لس آنجلس) متولد شد. مادرش، اودری، هنرپیشه رادیو و پدرش جوزف، بازیگر و تهیه‌کننده هالیوود بود. برایان فرزند میانی از ۳ فرزند خانواده خویش است. وی از طرف پدری وی از نسل اتریشی - یهودی - آلمانی - ایرلندی بوده در حالی که از طرف مادری، پدربزرگ و مادربزرگ‌هایش از مهاجران آلمانی هستند.
او در مورد کودکی خود می‌گوید:

«هم مادرم و هم پدرم آدم‌های ناتوانی بودند و بخاطر همین، توانایی اجرای نقش والدین را نداشتند. بخاطر ناتوانی آن‌ها ما خانه خود را که در رهن بود از دست دادیم و از آنجا مارا بیرون انداختند.» برایان تقریباً نزد پدربزرگ و مادربزرگش در مزرعه بزرگ شد و کار کشاورزی نیز کرده است.
وی دارنده مدرک کاردانی در رشته علوم پلیس از دانشکده‌ای در لس آنجلس است.

## حرفه
بعد از پایان دوران تحصیل در دانشگاه، برایان شروع به بازیگری و نمایش در تئاترهای محلی کرد. اولین حضور حرفه‌ای او در صحنه، با بازی در تئاتر گرندپا در دره سن فرناندو بود. وی پیش‌تر تجربه بازی در دوران کودکی و نوجوانی‌اش را نیز داشت ولی بخاطر اینکه والدینش تمایل به ورود پسرشان به عرصه بازیگری را نداشتند، فعالیت‌های خود را تا بعد از دریافت مدرکش از دانشگاه متوقف کرد.
کرانستون از دهه ۱۹۸۰ فعالیت خود را به شکل مستمر در این حوزه ادامه داد و در تعدادی اگهی‌های تبلیغاتی نیز ظاهر شد و شروع به صداگذاری روی نسخه انگلیسی چند انیمیشن ژاپنی هم کرد.
چندی بعد در سریال دوست داشتن محصول شبکه ای‌بی‌سی، سریال از کره زمین به کره ماه محصول شبکه اچ‌بی‌او و چند سریال دیگر نیز مشارکت کرد.
وی همچنین در نقش فیلیپ مؤسس در چند اپیزود سریال فلش (۱۹۹۰) ظاهر شد.
همچنین در سال ۱۹۹۸ بود نقش در فیلم نجات سرباز رایان به او دادند. در این فیلم او نقش سرهنگی را بازی می‌کرد که اصرار داشت سرباز رایان باید نجات پیدا کند. در بین سال‌های ۱۹۹۴ تا ۱۹۹۷ نیز برایان کرانستون در سریال ساینفلد نقش‌آفرینی کرد.
در سال ۲۰۰۰ وی از بازیگران اصلی سریال دنیای مالکوم بود و چندین قسمت این سریال را نیز خود کارگردانی کرد. بخاطر نقش‌آفرینی‌اش در این سریال برایان نامزد دریافت ۳ جایزه امی شد.
کرانستون همچنین در سریال مرد خانواده صداپیشه نقش مردی است که همسر خود را با در یخچال به قتل می‌رساند.
او به عنوان بازیگر مهمان در چندین سریال دیگر نیز نقش‌های کوتاهی داشت. از این جمله می‌توان به سریال‌های همچون فلش، سابرینا، پرونده‌های اکس و آشنایی با مادر اشاره نمود.
از سال ۲۰۰۸ تا ۲۰۱۳ برایان مشغول بازی در سریال برکینگ بد محصول شبکه ای‌ام‌سی بود. در این سریال او نقش والتر وایت را ایفا می‌کرد که یک معلم شیمی دبیرستان بوده که از سرطان ریه رنج می‌برد. والتر با کمک یکی از دانش‌آموزانش قدیمی‌اش، جسی پینکمن(آرون پال)، شروع به تولید مت‌آمفتامین می‌کنند تا خانواده خود را بعد از مرگش از لحاظ مالی تأمین کرده باشد.
وی بخاطر نقش‌آفرینی خود در این سریال، بخاطر هر سه فصل اول وی یک جایزه امی را دریافت کرد. با این حساب، برایان کرانستون و بیل کازبی تنها بازیگرانی در دنیا هستند که توانستند سه بار پیاپی این جایزه را از ان خود کنند. در فصل چهارم، برایان علاوه بر بازیگری، تهیه‌کنندگی چند قسمت را نیز بر عهده گرفت و باز هم نامزد دریافت جایزه امی شد.
از دیگر آثار موفق وی در این دوره می‌توان به فیلم‌های وکیل لینکلن، راندن، سرایت و نقش لوسیفر در مینی سریال سقوط‌کرده اشاره کرد. همچنین در سال ۲۰۱۱ وی صداگذاری شخصیت جیمز گوردون در انیمیشن بتمن: سال اول را انجام داد.
در سال ۲۰۱۲ وی را در فیلم‌های مشهور دیگری همچون جان کارتر، ماداگاسکار ۳: تحت تعقیب‌ترین‌های اروپا، دوران راک و آرگو شرکت داشت. او همین‌طور در چند قسمت انیمیشن روبوت چیکن نیز صداگذاری کرد و در همین سال در فیلم علمی-تخیلی یادآوری کامل ظاهر شد.
همچنین بعد از موفقیتی که سریال برکینگ بد کسب کرد، گفته می‌شود قرار است قراردادهای جدیدی میان برایان کرانستون و سونی پیکچرز تلویژن در سریال‌های بعدی منعقد شود و در فیلم بریکینگ بد نیز او به عنوان بازیگر نقش آفرینی می‌کند.
برایان همچنین تهیه‌کنندگی مجموعه‌ای را به نام کیداسماتز (KidSmartz) برعهده گرفت؛ این مجموعه نحوه نگهداری از کودکان و مراقبت از آن‌ها در فضای مجازی را آموزش می‌دهد. نصف درآمد حاصله از فروش این محصول به مرکز ملی کودکان گم‌شده و مورد سوء استفاده قرار گرفته به عنوان کمک داده می‌شود.
در سال ۲۰۱۶ نیز وی در فیلم کمدی یک شغل پیدا کن در نقش «راجر دیویس» و در فیلم در نبردی مشکوک ایفای نقش کرد.

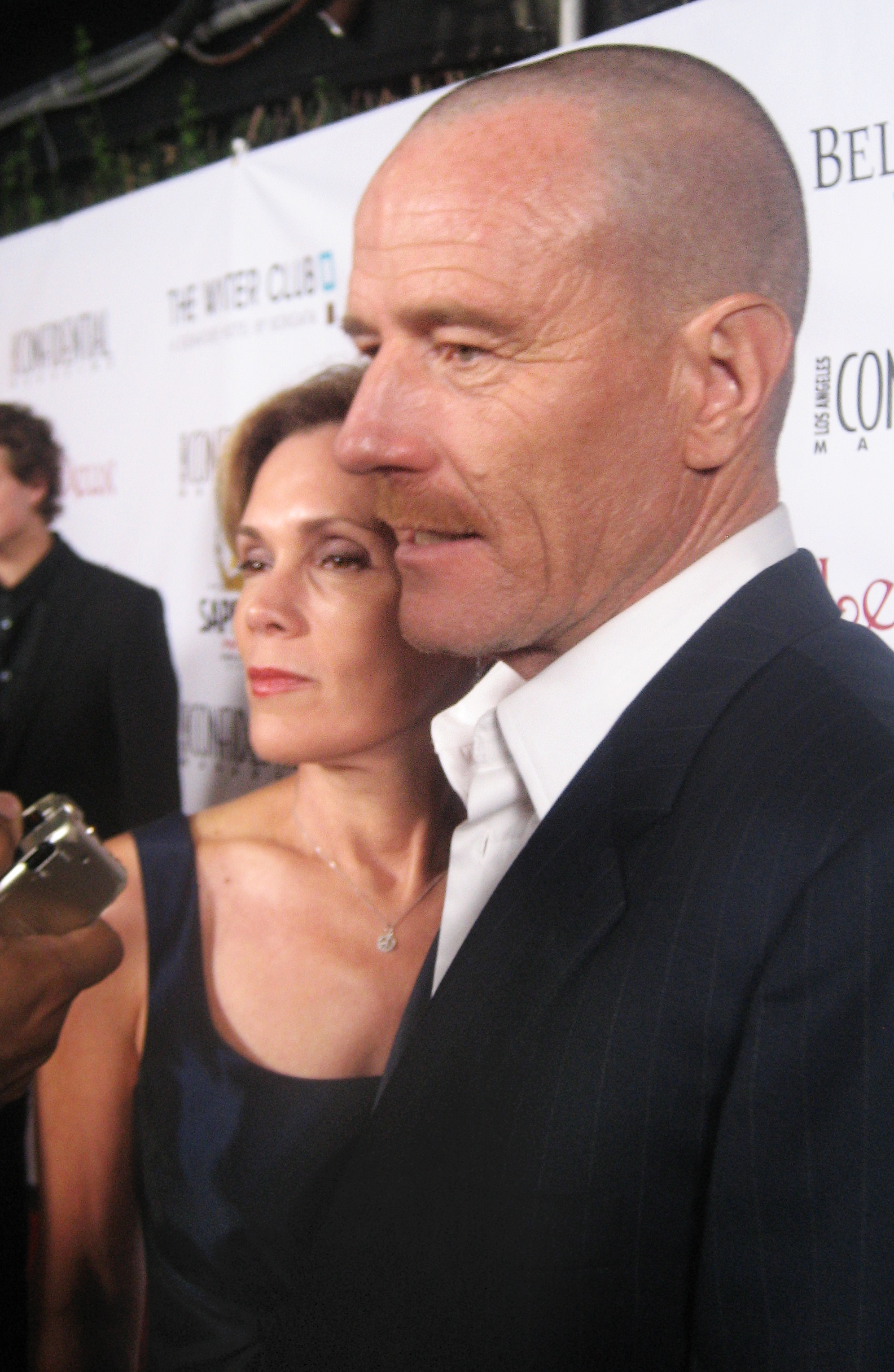
کرانستون و همسرش روبین دیردن در سپتامبر ۲۰۰۸

## زندگی شخصی
برایان در دوران دانش‌آموزی‌اش علاقه زیادی به بیسبال داشته و این ورزش را انجام می‌داده. وی هم‌اکنون از طرفداران تیم‌های فیلادلفیا فیلیز و لس آنجلس داجرز است.
در مورد زندگی خانوادگی، وی از سال ۱۹۷۷ تا ۱۹۸۲ با نویسنده‌ای به نام میکی میدلتون ازدواج کرده بود. سپس در ۳۳ سالگی با روبین دردن ازدواج کرد. این دو پیش تر در سال ۱۹۸۴ با هم آشنا شده بودند و صاحب یک دختر به نام تیلور (متولد ۱۹۹۳) هستند که در دانشگاه کالیفرنیای جنوبی در رشته مطالعات تئاتر درس می‌خواند. وی همچنین در یکی از قسمت‌های سریال برکینگ بد که پدرش کارگردانی ان را نیز بر عهده داشت نقش کوتاهی داشته است. برایان در یکی از مراسم‌های اهدای جایزه امی هنگام دریافت جایزه‌اش اظهار کرد کرد همسر و دخترش را خیلی بیشتر از بیسبال دوست دارد!
در زمان فیلم‌برداری برکینگ بد، وی در البوکرکی، نیومکزیکو ساکن شد و یکی از مالک‌های یکی از سینماها نیز است. وی در سال ۲۰۱۰ خانه خود را طراحی کرد.

## جوایز و نامزدی‌ها
فهرست جایزه‌ها و نامزدی‌های برایان کرانستون